# Delphyre orientalis
Delphyre orientalis là một loài bướm đêm thuộc phân họ Arctiinae, họ Erebidae.